# بوصير خائن
البوصير الخائن (باللاتينية: Verbascum infidelium) نوع نباتي يتبع جنس البوصير من الفصيلة الغدبية.

## الموئل والانتشار
موطنه بلاد الشام وتركيا.